# Ford-A Izhorskiy
L'automitrailleuse Ford-A Izhorskiy est un véhicule blindé soviétique produit au début des années 1930, sur la base du châssis Ford A, produit sous licence (GAZ-A et AA).

## Présentation

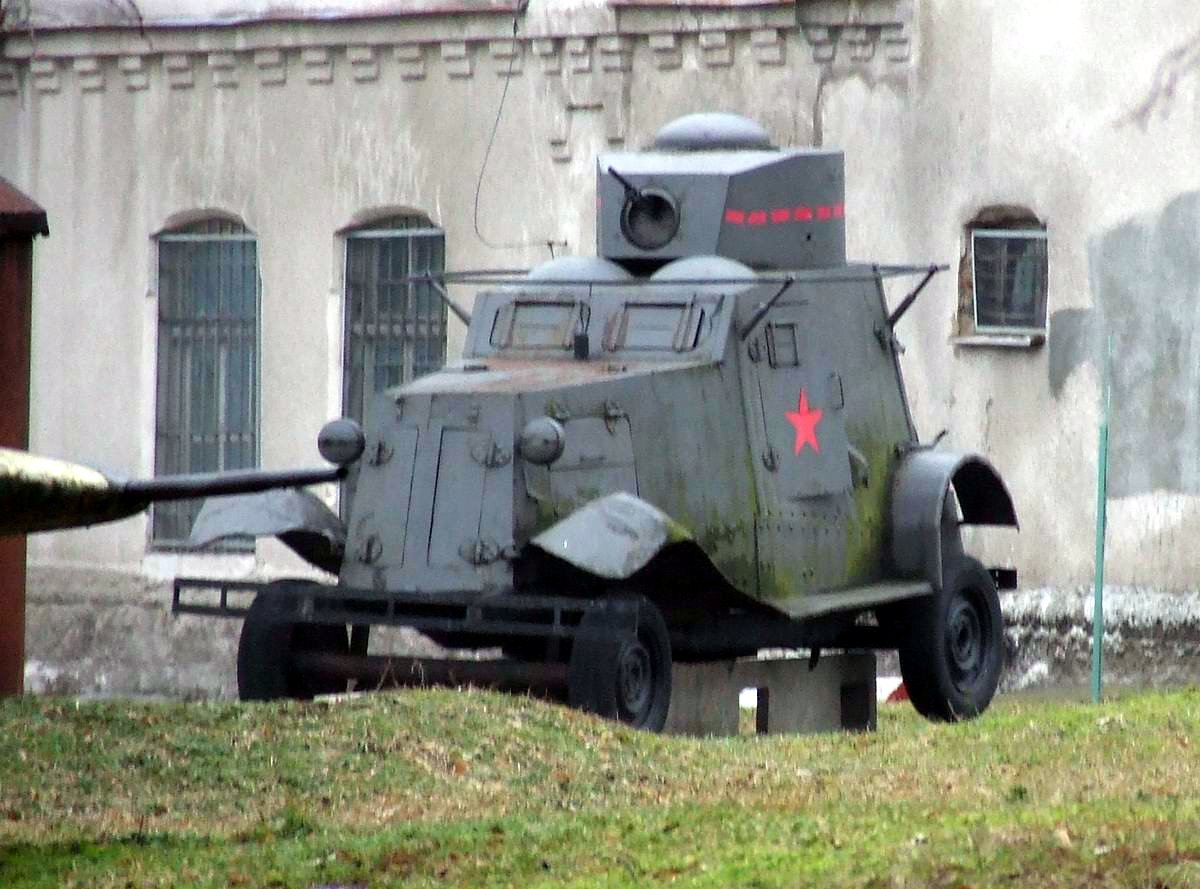
Une Ford-A Izhorskiy, entreposée dans l'enceinte de la caserne militaire de Białystok, en Pologne

À la suite de la fabrication sous licence du camion Ford AA, à Nijni Novgorod à partir du 6 décembre 1932, l'Union soviétique fabrique une caisse d'automitrailleuse s'adaptant sur ce châssis, à l'usine Izhorskiy. L'ensemble prit le nom de Ford-A Izhorskiy ou plus simplement FAI, remplaçant ses deux prédécesseurs D8 et D12 dont les tourelles, simples boucliers, ne satifaisaient pas les bessoin de l'armée. La production démarra dès 1933 jusqu'en 1935 où apparut son remplaçant, la BA20. Cependant, trois cents caisses restantes furent montées sur des châssis GAZ-M1 de la BA20, donnant naissance au FAI-M. De plus, certaines FAI furent équipées de roues tout-acier pour servir de scout-car ferroviaires atteignant ainsi 86 km/h et 24 en marche arrière.

## Engagements
Largement répandues, elles furent de tous les conflits :
- la guerre d'Espagne,
- La Bataille de Halhin Gol en Mongolie en 1939,
- la campagne de Pologne (1939)
- la guerre d'hiver contre la Finlande en 1940,
- la grande guerre patriotique jusqu'en 1943.

Une FAI-M reconstruite a été présentée en 1998 à Moscou.

## Variantes
- FAI-M avec châssis GAZ-M1, moteur Gaz M1 de 50 cv, autonomie 315 km.